# Кладбище немецких военнопленных (Донецк)
Кладбище немецких военнопленных и интернированных (укр. Цвинтар німецьких військовополонених та інтернованих) — массовое захоронение в Донецке, где построен мемориальный комплекс с ансамблем из нескольких каменных крестов. Единственное специализированное кладбище такого рода на Украине.
Находится в Кировском районе Донецка, в посёлке шахты «Лидиевка». Площадь — полтора гектара.
Согласно проекту «Примирение и согласие в XXI веке» в Донбассе планировалось воссоздать интернациональное захоронение останков немецких, румынских, австрийских, венгерских, японских и других военнопленных. Но из-за финансовых трудностей и различий национальных традиций проект остался нереализованным.
Народный союз Германии по уходу за военными захоронениями, который занимается вопросами погребений немецких солдат во многих странах мира и благотворительный фонд «Обелиск» взялись за построение мемориального комплекса и перезахоронение немецких военнопленных. Работы по поиску и перезахоронениям финансируются правительством Германии.
Архивные документы СБУ и показания свидетелей подтвердили, что в могиле на момент строительства кладбища было похоронено более двухсот немецких военнопленных.
В сентябре 2003 года на кладбище были перезахоронены останки 1750 немецких военнопленных, похороненных в Донецкой области в период с 1943 по 1956 годы. Перезахоронения осуществляются специализированным предприятием «Восток-Запад». Останки хоронили с жетонами, на которых указывались данные умершего, так как удалось восстановить имена многих похороненных на этом кладбище.
С 25 сентября по 1 октября 2009 года на кладбище состоялось перезахоронение 1043 военнопленных. Общее количество составило около трёх тысяч.
В 2011 году общее количество захороненных на кладбище составляло более четырёх тысяч. К ним планируют добавить останки около 400 военнопленных, похороненных на Гладковке у военного госпиталя. Захоронение на Гладковке было обнаружено на пути строительства объездной дороги вокруг стадиона «Донбасс-Арена».